# Thrypticotrochus petterdi
Thrypticotrochus petterdi är en korallart som först beskrevs av Dennant 1906.  Thrypticotrochus petterdi ingår i släktet Thrypticotrochus och familjen Turbinoliidae. Inga underarter finns listade i Catalogue of Life.